# Free Download Manager
 (septembre 2012).
Free Download Manager (anciennement 3wGet) est un logiciel de gestion de téléchargements gratuit et open source.
FDM était auparavant un logiciel propriétaire qui est devenu libre à partir de la version 2.5. Free Download Manager a reçu en 2007 Webuser Gold Award.

## Fonctionnalités
- Multilangues.
- L'interface graphique présente différents onglets qui organisent les types de téléchargements et donnent accès aux différentes possibilités du logiciel.
- La vue "Information sur le téléchargement" permet la visualisation des barres de progression, la prévisualisation du fichier, les avis de la communauté sur le fichier (dans le cas où des membres auraient écrit sur ce téléchargement) et une console montre l'état de la connexion.
- Panier de téléchargement drag-and-drop.
- Support du téléchargement HTTP & FTP.
- Explorateur de site permettant de visualiser la structure des répertoires d'un site web et ainsi de télécharger facilement les fichiers et dossiers souhaités.
- Batch downloading support for downloading a set of files.
- Support du protocole BitTorrent sur Windows 2000/XP/2003/Vista (grâce à la bibliothèque libtorrent).
- Support Metalink afin de télécharger facilement à partir de miroirs.
- Téléchargement des vidéos Flash en provenance de sites comme YouTube et Google Video en format natif FLV ou convertis dans l'un des formats vidéo les plus populaires.
- Support du mode "Portable" afin d'utiliser facilement FDM à partir d'un support amovible sur des ordinateurs différents sans installation.
- Aspirateur de site (paramétrable)
- Reprise des téléchargements interrompus lorsque cela est permis par le serveur.
- Limitation de la vitesse de téléchargement par des trois modes de trafic.
- Import de liste d'URL provenant du presse-papier.
- Téléchargement partiel des fichiers ZIP possible (seulement les parties nécessaires)
- Contrôle à distance via internet
- Protection active contre les spyware et adware grâce à partage communautaire des commentaires sur chaque téléchargement.
- Partage des fichiers avec d'autres utilisateurs grâce à l'Upload Manager

### Onglets
Téléchargements - C'est le point focal du programme, qui est simplement un gestionnaire de téléchargements. Les utilisateurs peuvent également créer des dossiers dans lesquels des fichiers avec des extensions spécifiques seront téléchargés.

Téléchargements de vidéos flash - Cette fonctionnalité aide les utilisateurs à télécharger des fichiers vidéo FLV provenant de YouTube, Google Video et beaucoup d'autres sites.

Torrents - Permet le téléchargement de fichier par le protocole bittorrent.

Uploads - Permet aux utilisateurs de partager des fichiers avec d'autres utilisateurs.

Planificateur de tâches - Les utilisateurs peuvent créer et gérer des listes de tâches à exécuter à des horaires prédéfinis. Les tâches incluent le lancement de programmes externes, le démarrage et l'arrêt de téléchargements, et l'extinction de l'ordinateur entre autres choses.

Explorateur de sites - Cette fonctionnalité est un client FTP.

Gestionnaire de sites - Cette fonctionnalité permet aux utilisateurs de configurer la façon d'agir de FDM vis-à-vis de sites spécifiques, comme les sites internet requérant une authentification, ou encore le nombre de connexions simultanées autorisé par utilisateur.

Aspirateur de sites - Cette fonction permet le téléchargement d'un site web par le suivi récursif des liens le composant.

### Intégration
FDM s'interface avec les navigateurs suivants :
- Mozilla Firefox
- Internet Explorer
- Opera
- Netscape
- Apple Safari
- Google Chrome
- SeaMonkey